# Asela (Sri Lanka)
Asela est un souverain cinghalais du Sri Lanka qui a régné sur le royaume d'Anuradhapura de 215 à 205 avant notre ère.

## Biographie
Il était le plus jeune des nombreux fils du roi Mutasiva et le frère des rois Devanampiya Tissa,Uttiya et Mahasiva. Asela a combattu les rois tamouls Sena et Guttika et rétabli la domination cinghalaise sur le royaume d'Anuradhapura en 215 av. J.-C., mais il a été renversé et tué en 205 av. J.-C. lors d'une nouvelle invasion de l'île commandée par le prince tamoul Elara, de la dynastie Chola.